# 大阪出入国在留管理局神戸支局
大阪出入国在留管理局神戸支局（おおさかしゅつにゅうこくざいりゅうかんりきょくこうべしきょく）は、兵庫県神戸市中央区にある法務省出入国在留管理庁の地方支分部局である大阪出入国在留管理局の支局。兵庫県（大阪国際空港の区域を除く。）を管轄している。出入国管理及び難民認定法に基づき、外国人の入出国・在留・違反手続、難民認定に関する調査等の行政事務を担当する。

## 沿革
- 1950年（昭和25年）10月1日 - 出入国管理庁を設置（外務省の外局）。同庁の地方支分部局として神戸出張所を設置。（全国で5出張所体制）
  - 神戸出張所の管轄区域は、近畿2府4県、東海北陸6県、四国4県。
- 1951年（昭和26年）4月1日 - 5出張所体制を11出張所体制に拡充。
  - 神戸出張所の管轄区域は、近畿2府4県。
- 1951年（昭和26年）11月1日 - 出入国管理庁を入国管理庁に改組（外務省の外局）。従前の出入国管理庁の11出張所は引き続き入国管理庁の地方支分部局に継承。
- 1952年(昭和27年）8月1日 - 入国管理庁を廃し、業務を法務省に承継。法務省の地方支分部局として神戸入国管理事務所を設置。（全国で12入国管理事務所体制）
  - 神戸入国管理事務所の管轄区域は、近畿2府4県。
  - 神戸入国管理事務所に神戸港、大阪港、下津港、舞鶴港、広畑港の5出張所を設置。
- 1955年（昭和30年）8月1日 - 大阪入国管理事務所を新設し、兵庫県を除く近畿2府3県の管轄は神戸入国管理事務所から大阪入国管理事務所に移管。
  - 神戸入国管理事務所の出張所は神戸港、広畑港の2出張所となる。（大阪港、下津港の2出張所は大阪入国管理事務所に移管。舞鶴港出張所は廃止。）
- 1957年（昭和32年）7月1日 – 兵庫県伊丹市の管轄を神戸入国管理事務所から大阪入国管理事務所に移管。
- 1962年（昭和37年）4月1日 – 広畑港出張所を姫路港出張所に改称。
- 1964年（昭和39年）12月21日 – 尼崎港出張所を新設。
- 1971年（昭和46年）12月13日 – 相生港出張所を新設。
- 1973年（昭和48年）10月1日 – 東播磨港出張所を新設。
- 1981年（昭和56年）4月1日 - 行政機構改革により、14入国管理事務所が8地方入国管理局（東京、大阪、名古屋、広島、福岡、仙台、札幌、高松）及び2支局（東京に成田、福岡に那覇）に再編。
  - 兵庫県を含む近畿2府4県は大阪入国管理局の所管。
  - 神戸入国管理事務所の跡地に大阪入国管理局神戸出張所を設置。
  - 神戸入国管理事務所に置かれていた5出張所は大阪入国管理局の出張所に移行。
- 1982年（昭和57年）4月6日 - 大阪入国管理局神戸出張所を大阪入国管理局神戸支局に昇格。
  - 神戸支局の管轄区域は兵庫県（大阪国際空港の区域を除く。）。
  - 神戸港、姫路港、尼崎港、相生港、東播磨港の5出張所は大阪入国管理局神戸支局の出張所に移行。
- 1984年（昭和59年）10月1日 – 相生港出張所を廃止。
- 1995年（平成7年）11月1日 – 東播磨港出張所を廃止。
- 2000年（平成12年）10月1日 – 尼崎港出張所を廃止。
- 2005年（平成17年）2月17日 – 神戸港出張所を廃止。
- 2019年（平成31年）4月1日 - 出入国在留管理庁大阪出入国在留管理局の支局へ移行、改称。

## 内部組織
- 大阪出入国在留管理局神戸支局長（官職・入国審査官）
  - 総務課
  - 監理官
  - 首席審査官（官職・入国審査官）
    - （審査部門）

  - 首席入国警備官（官職・入国警備官）
    - （警備部門）

## 管内出張所
- 姫路港出張所